# Pseudowintera axillaris
Espèce
Pseudowintera axillaris est une espèce de  plante à  fleur de la famille des Winteraceae. Endémique de Nouvelle-Zélande, cet arbre est connu pour son goût poivré et ses feuilles vertes brillantes.

## Description
Pseudowintera axillaris, ou Lowland Horopito, est l'une des quatre espèces de Winteraceae. Elle possède de nombreux traits distinctifs qui permettent de l'identifier par rapport aux autres espèces de Winteraceae. Pouvant atteindre 8 mètres de haut et un tronc de 10 cm de diamètre.
Ce petit arbre qui ressemble à un arbuste. Ses caractéristiques distinctives sont ses feuilles de couleur vert foncé, et la cire brillante naturelle qui donne au-dessous une apparence pâle à glauque mais pas blanche ; la nervure centrale est pâle. Ces feuilles ont des bords lisses et, contrairement à de nombreuses autres espèces de plantes, Pseudowintera axillaris ne présente généralement pas de taches ou de décolorations rouges ou brunes. Les feuilles adultes peuvent atteindre 6-10 m de long sur 3-6 cm de large et ont des pétioles de feuilles rouges, avec des nervures médianes jaunâtres, et des marges lisses,. Les feuilles juvéniles ont des nervures secondaires blanches distinctives en forme de filet sur la surface supérieure.
P. axillaris a des branches rouges très foncées et noires, ces branches devenant généralement plus noires vers les feuilles. Elle est considérée comme une plante à fleurs très primitive, et est l'une des plus communes des quatre espèces de Pseudowintera, après P. colorata. Les fleurs sont de petite taille, 10 mm de diamètre hermaphrodites sur des pédoncules assez longs, et de couleur jaune verdâtre. Elles se trouvent en grappes à l'aisselle des feuilles ou dans les cicatrices des feuilles tombées. Le nombre de pétales varie entre 4 et 7 et sont libres,. Le calice est en forme de coupe. Les pétales sont longs de 5-6 mm, étroits-oblongs à étroits-obovés, avec des apex obtus. Les autres parties de la fleur sont symétriques. Les carpelles sont de 1 à 6, les stigmate apicalsref name=Pa/>. Les étamines sont très courtes mais nombreuses 6-20) serrées autour de quelques ovaires courts. Les fruits de Pseudowintera axillaris sont des baies (une par ovaire). Cette baie est charnue globuleuse à subglobuleuse avec 3-6 graines de 5-6 mm de diamètre orange à rouge à maturité.

## Répartition et habitat
Pseudowintera axillaris préfère les endroits plus humides, froids et ombragés des forêts néo-zélandaises de l'île du Nord et des parties septentrionales de l'île du Sud.

### Répartition en Nouvelle-Zélande
Pseudowintera axillaris se trouve communément dans les îles du Nord et du Sud, dans les basses terres et les forêts des montagnes inférieures. De Kaitaia au nord jusqu'aux sons de Marlborough et au nord-ouest de l'île du Sud. Ils sont assez fréquents juste au sud d'Auckland, spécifiquement dans la région de Waitakere, et dans les parties nord de l'île du Sud. P. colorata et P. axillaris sont très similaires dans la nature et sont souvent trouvés dans les mêmes endroits en étant assez communs dans toute la Nouvelle-Zélande. Ces deux espèces peuvent coexister car la concurrence est éliminée : P. axillarisaime les zones ombragées et humides et est souvent plus présente dans les forêts de montagne de basse altitude, tandis que la P. colorata préfère les zones plus lumineuses et est plus fréquente à la lisière de ces forêts. Les deux espèces sont très bien adaptées à leur niche particulière.

### Préférences en matière d'habitat
L'Horopito des basses terres préfère les environnements plus froids et plus ombragés, où des arbres plus grands et plus envahissants poussent et fournissent une couverture végétale. Les forêts néo-zélandaises sont connues pour leurs sols riches et riches en nutriments, et le P. axillaris a donc appris à survivre dans des conditions où ce sol riche en nutriments est présent. Le facteur sous-jacent est que l'espèce P. axillaris s'épanouit là où d'autres plantes plus hautes prospèrent.

### Cycle de vie
Les fleurs apparaissent sous forme de fascicules auxiliaires du printemps (septembre dans l'hémisphère Sud) au début de l'été (décembre) et les fruits mûrissent et deviennent rouges à la fin du printemps (octobre à janvier), persistant sur la plante jusqu'à l'hiver (juin),. P. axillaris reste relativement stable pendant les mois de janvier et février, comme le montre le graphique de phénologie. Dans une étude de l'écologie de la reproduction de Pseudowintera axillaris, il a été découvert que cette plante a un système de pollinisation susceptible de changer, dépendant du transfert de pollen par Thrips obscuratus et de petites mouches, ainsi que du pollen transporté par le vent. Les fleurs de Pseudowintera axillaris restent sur la plante pendant 7 à 11 jours et les crêtes stigmatiques réagissent au cours de l'anthèse précoce, sécrétant une petite quantité de nectar, pendant les derniers jours de la floraison les anthères répandent du pollen. Lorsqu'un thrips a fini de se nourrir sur une fleur, il rampe jusqu'à la suivante, qui se trouve généralement dans la même inflorescence ou la même branche, grâce à ce système, les fleurs d'anthèse précoce contenant du nectar et les fleurs d'anthèse tardive contenant du pollen sont visitées. Ces visites d'insectes sont peu nombreuses, et les plantes isolées portent très peu de fruits, ainsi qu'un faible nombre de graines dans chaque fruit. Comme l'ensemble du genre Pseudowintera, Pseudowintera axillaris présente des taux élevés d'autostérilité qui semblent se produire uniformément au stade zygote de l'embryogenèse. Le facteur sous-jacent est que l'espèce P. axillaris s'épanouit là où d'autres plantes plus hautes prospèrent. Cela est dû au fait que les branches, les feuilles et les brindilles tombent de ces grands arbres et contribuent aux nutriments du sol en dessous, créant ainsi une couche d'humus.

#### Prédateurs, parasites et maladies
Les espèces de Pseudowintera ne sont pas des espèces menacées ou en voie de disparition car les animaux herbivores et les insectes n'apprécient pas le goût piquant et poivré que dégage la plante lorsqu'ils la mangent. Tant P. colorata que P. axillaris ont cet effet aromatique.
Il existe également de nombreux types d'insectes qui utilisent Pseudowintera comme plante hôte. Plant-SyNZ donne une note de fiabilité : 0-10. 10 indique une forte association avec Pseudowintera axillaris. Les espèces ci-dessous ont toutes reçu une note de 10.
| Groupe !                  | Espèce !                                  | Emplacement sur l'hôte                                                                                              |
| ------------------------- | ----------------------------------------- | --- |
| Lepidoptera : Tortricidae | Maoritenes cyclobathra (papillon de nuit) | Les chenilles creusent des galeries dans les jeunes pousses terminales.                                             |
| Hémiptères : Aleyrodidae  | Aleyrodes fodiens (aleurode)              | Piqûres dans la feuille                                                                                             |
| Hyménoptères : Apidae     | Apis mellifera (abeille domestique)       | Niche au-dessus du sol dans de grands trous dans les arbres - les adultes collectent le pollen et s'en nourrissent. |
| Acari : Tenuipalpidae     | Tenuipalpus antipodes Collyer (Acarien)   | Se nourrit de feuilles - se pose dans les crevasses et les fissures des arbustes.                                   |
| Hémiptera : Coccidae      | Inglisia patella (cochenille)             | Vit sur la face inférieure des feuilles                                                                             |
| Hémiptères : Diaspididae  | Symeria pyriformis (cochenille)           | Vit dans les arbres et les arbustes, provoque souvent des taches chlorotiques sur les feuilles.                     |

## Autres informations

### Utilisations médicinales
L'Horopito des plaines était initialement utilisé par les Māoris pour ses propriétés médicales. Les feuilles produisaient une décoction utilisée comme stimulant, pour les maux d'estomac, la peau et les maladies vénériennes, où la sève ou les feuilles qui sont écrasées et trempées dans l'eau sont appliquées sur la peau. Une décoction des feuilles prise en interne était connue sous le nom de « Maori painkiller » ou « bushman's painkiller » et utilisée pour les maux d'estomac et les douleurs. Les premiers colons européens utilisaient également l'écorce comme substitut à la quinine et la sève pour soigner les maladies de peau et guérir la gonorrhée. Ils ingéraient l'Horopito en interne comme analgésique, antiseptique et comme substitut de la quinine pour les diarrhées chroniques et les douleurs d'estomac. Les utilisations traditionnelles comprenaient également les rhumes, les grippes, les infections thoraciques et l'asthme. Plus récemment, l'Horopito a été utilisé pour ses propriétés antifongiques traitant les infections bactériennes et fongiques telles que Candida albicans.
Une autre caractéristique connue de P. axillaris est le goût poivré qu'elle conserve lorsqu'on la mâche. P. colorata est connu pour son goût poivré extrêmement épicé, comparé à celui d'un piment, alors que le P. axillaris a un goût poivré léger et agréable, connu pour éloigner les insectes brouteurs de plantes

### Utilisations culturelles
Le bois rouge foncé de l'espèce Pseudowintera a également été utilisé par les menuisiers pour des travaux ornementaux tels que la sculpture et l' incrustation

## Systématique
Le nom correct complet (avec auteur) de ce taxon est Pseudowintera axillaris (J.R.Forst. & G.Forst.) Dandy.
L'espèce a été initialement classée dans le genre Drimys sous le basionyme Drimys axillaris J.R.Forst. & G.Forst..
Pseudowintera axillaris a pour synonymes :
- Drimys axillaris J.R.Forst. & G.Forst.
- Wintera axillaris (J.R.Forst. & G.Forst.) G.Forst.
- Wintera axillaris (J.R.Forst. & G.Forst.) J.F.Gmel.
- Wintera terminalis Tiegh.